# Sarah Sophie Koch
Sarah Sophie Koch (* 2. März 1984 in Balingen, verheiratete Sarah Sophie Pavel) ist eine deutsche ehemalige Fernsehdarstellerin und heutige Autorin und spirituelle Heilerin. Bekanntheit erlangte sie durch ihre Hauptrolle in der RTL-Sendung Die Schulermittler.

## Ausbildung
Koch wuchs in Baden-Württemberg auf. Sie studierte Pädagogik in Tübingen. Im Jahr 2011 wurde sie mit der Arbeit „Mentalisierungsfähigkeit der Mutter und kindliche Bindung“ an der Heinrich-Heine-Universität Düsseldorf zur Dr. phil. im Fach Erziehungswissenschaft promoviert.
Im März 2015 veröffentlichte VroniPlag Wiki die Ergebnisse einer Überprüfung, wonach Kochs Dissertation zahlreiche umfangreiche Passagen mit Übereinstimmungen mit anderen Texten (Plagiate) enthält. Am 17. März 2015 teilte die Universität Düsseldorf mit, dass ihr aufgrund wissenschaftlichen Fehlverhaltens der Doktorgrad am 3. Februar 2015 durch den Fakultätsrat der Philosophischen Fakultät entzogen wurde. Hiergegen reichte sie Klage beim Verwaltungsgericht Düsseldorf ein. Nach einem rechtlichen Hinweis des Gerichts an Koch, dass ihre Klage gegen die Aberkennung ihres akademischen Grades praktisch aussichtslos sei, endete das Verfahren mit einem Vergleich: Koch nahm die Klage zurück. Dadurch bleibt der Doktorgrad entzogen. Andererseits wurde festgestellt, dass sie die Möglichkeit habe, ihre Promotionsschrift nach Überarbeitung andernorts vorzulegen.
Koch ließ sich in der alternativen Heilkunst zur spirituellen Heilerin ausbilden. Seit 2016 ist sie in den Bereichen spirituelle Therapie und mediales Coaching tätig. Von 2015 bis 2019 war sie für das Kinderprojekt „Pink Kids“, eine Anlaufstelle für Kinder, deren Mütter an Brustkrebs erkrankt sind oder waren, ehrenamtlich als Schirmherrin tätig.

## Fernsehdarstellerin
In der Reality-Soap-Opera Die Schulermittler verkörperte Koch von Oktober 2009 bis Juni 2011 eine Sozialpädagogin im Einsatz für das „Amt für Schule, Familie und Soziales“. Ab Oktober 2012 war sie in der Doku-Soap Teenager in Not bei RTL II als Moderatorin und TV-Expertin zu sehen. 2013 trat sie in der Doku-Soap Teenie-Mütter – Wenn Kinder Kinder kriegen auf. Von Februar bis April 2015 war sie Hauptdarstellerin in der Doku-Soap Alleinerziehend! – Ein 24 Stunden Job bei RTL 2.

## Buch
- Erlaube dir, du selbst zu sein: Wie wir uns von limitierenden Rollen befreien und erkennen, wer wir wirklich sind. GU, 2023, ISBN 978-3-8338-8916-5.